# Larrea (cavallo)
Larrea è stato un cavallo da corsa argentino nato nel 1907, vincitore del Gran premio Polla de Potrillos del 1910. In carriera ha totalizzato premi per 228.679 dollari.

## Record ottenuti
- 1910 - 7 corse: 4 volte 1°;
- 1911 - 26 corse: 13 volte 1°; 7 volte 2°, 3 volte 3°
- 1911 - 17 corse: 3 volte 1°; 4 volte 2°, 2 volte 3°
- Totale per 50 corse: 20 volte 1°; 11 volte 2°, 5 volte 3°

## Pedigree
- Jardy (1902, Francia)
  - Flying Fox (1896, Gran Bretagna)
    - Orme (1889, Gran Bretagna)
    - Vampire (1889, Gran Bretagna)

  - Airs and Graces (1895, Gran Bretagna)
    - Ayrshire (1885, Gran Bretagna)
    - Lady Alwyne (1887, Gran Bretagna)
- Muñeca (1896, Argentina)
  - Orville (1889, Gran Bretagna)
    - Ormonde (1883, Gran Bretagna)
    - Shotover (1879, Gran Bretagna)

  - Puppet (1886, Gran Bretagna)
    - Sterling (1868, Gran Bretagna)
    - Marionette (1876, Gran Bretagna)